# Ihor Nykyforuk
Ihor Ivanovych Nykyforuk –en ucraniano, Ігор Іванович Никифорук– (2 de octubre de 1999) es un deportista ucraniano que compite en lucha libre. Ganó dos medallas de bronce en el Campeonato Europeo de Lucha, en los años 2021 y 2023, en la categoría de 70 kg.

## Palmarés internacional
| Campeonato Europeo | Campeonato Europeo | Campeonato Europeo | Campeonato Europeo |
| Año                | Lugar              | Medalla            | Categoría          |
| ------------------ | ------------------ | ------------------ | ------------------ |
| 2021               | Varsovia (Polonia) | Medalla de bronce  | 70 kg              |
| 2023               | Zagreb (Croacia)   | Medalla de bronce  | 70 kg              |